# Mikel Aguirrezabalaga García
Mikel Aguirrezabalaga García (* 8. April 1984 in Zarautz) ist ein spanischer Handballspieler, der auf der Spielposition linker Rückraum eingesetzt wurde.

## Vereinskarriere
Der 1,90 Meter große und 91 Kilogramm schwere linke Rückraumspieler stand bis 2013 beim FC Barcelona unter Vertrag, mit dem er 2012 und 2013 die Meisterschaft gewann. Zuvor spielte er bei Ademar León. Mit diesen Vereinen spielte er im EHF-Pokal (2002/2003) und in der EHF Champions League (2003/04, 2007/08, 2008/09).
Im Sommer 2013 unterschrieb er einen Vertrag beim belarussischen Verein HC Dinamo Minsk. Am 30. Januar 2014 wechselte er, nachdem der Minsker Verein in wirtschaftliche Schwierigkeiten geraten war, ablösefrei zum deutschen Bundesligisten ThSV Eisenach. Dort erhielt er einen Vertrag bis zum Ende der Saison 2013/2014. Anschließend kehrte er zu Ademar León zurück. Ab 2016 spielte er beim spanischen Erstligisten Helvetia Anaitasuna.

## Auswahlmannschaften
Seinen ersten Einsatz für eine spanische Auswahl hatte er am 29. Juni 2001 mit der Jugendnationalmannschaft, für die er bis zum 8. Juni 2003 in elf Spielen aufgeboten wurde und dabei 39 Tore warf.
Mit der Juniorenauswahl Spaniens spielte er erstmals am 9. April 2004. Mit ihr nahm er an der U-21-Weltmeisterschaft 2005, der U-20-Europameisterschaft 2006 und an der U-21-Weltmeisterschaft 2007 teil. Bis zum 22. August 2007 bestritt er 21 Spiele mit der Juniorennationalmannschaft und erzielte darin 51 Tore.
Mikel Aguirrezabalaga stand 31 Mal im Aufgebot der spanischen Nationalmannschaft und warf dabei 20 Tore. Sein Debüt bestritt er am 29. Oktober 2008. Er nahm an der Europameisterschaft 2010 und an den Olympischen Spielen 2012 in London teil. Seinen letzten Einsatz im Nationaldress hatte er am 1. November 2014.

## Privates
Er ist der ältere Bruder von Alberto Aguirrezabalaga, der ebenfalls Handball spielte.